# Bassil Da Costa
Bassil Alejandro Da Costa Frías (Guatire, 7 de mayo de 1990–Caracas, 12 de febrero de 2014) fue un estudiante universitario venezolano, conocido por haber sido la primera persona asesinada en el marco de las protestas en Venezuela de 2014 en contra de Nicolás Maduro. El joven de 23 años de edad, era estudiante de mercadeo de la Universidad Alejandro de Humboldt en Caracas y residía en la ciudad de Guatire.

## Muerte
El 12 de febrero de 2014, en el marco del día de la juventud, varios partidos de oposición y grupos estudiantiles marcharon en todo el país, en Caracas la marcha se movilizó desde Plaza Venezuela hasta la Fiscalía General de Venezuela en el centro de la ciudad. La manifestación de Caracas se desarrolló sin contratiempos, pero luego de que finalizara se desarrolló un tiroteo en el que fueron asesinados tanto Da Costa como Juan Montoya, miembro de un colectivo afín al gobierno de Nicolás Maduro. 
El 13 de febrero, el presidente Nicolás Maduro indicó que tanto Da Costa como Montoya fueron asesinados por la misma persona, y que los asesinatos formaban parte de la violencia opositora generada el 12 de febrero. Por su parte, el secretario de la Mesa de la Unidad Democrática (MUD), Ramón Guillermo Aveledo, rechazó que los jóvenes que manifestaron tuvieran un plan violento y no descartó la presencia de infiltrados en la marcha.

## Investigaciones
Las primeras investigaciones realizadas por el Cuerpo de Investigaciones Científicas, Penales y Criminalísticas (CICPC) identificaron al menos a tres integrantes del Servicio Bolivariano de Inteligencia Nacional (SEBIN) que dispararon en contra de los manifestantes en las cercanías de la Fiscalía General, entre ellos el supuesto autor material de las muertes de Da Costa y Montoya.
Días más tarde, un trabajo de investigación del periódico Últimas Noticias realizó la reconstrucción de los sucesos, el mismo demostraría que uniformados y civiles efectivamente dispararon en contra de los manifestantes el 12 de febrero de 2014. En abril de 2015, inicialmente fueron aprehendidos ocho funcionarios: seis funcionarios del SEBIN, José Perdomo Camacho, Manuel Pérez, Edgargo Lara Gómez, Héctor Rodríguez, Jimmy Sáez y Josner Másquez; uno de la PNB, Andry Jaspe, y una sargento del ejército, Jonathan Rodríguez.
Fue acusado formalmente el supuesto autor material de la muerte de Bassil Da Costa, el comisario del SEBIN José Ramón Perdomo Camacho. A los demás funcionarios se les concedió libertad bajo régimen de presentación cada ocho días.

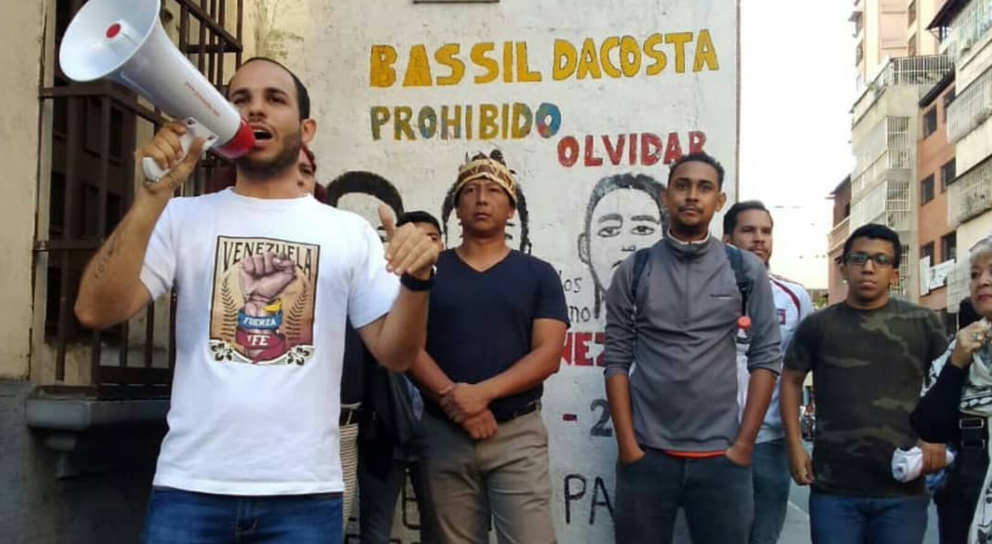
Marcha en conmemoración de Bassil Da Costa.

El juicio por el asesinato de Da Costa y Montoya, diferido en varias oportunidades, inició el 16 de junio de 2015, más de un año después del suceso.
El 1 de diciembre de 2016, el Tribunal 27 de Juicio de Caracas acordó condena de 29 años y seis meses de prisión contra el comisario del SEBIN, José Ramón Perdomo Camacho, a quien encontró responsable del asesinato de Bassil Da Costa Frías. Aunque hubo muchas irregularidades en la investigación, algunas personas ven en este caso la sola búsqueda de lo que se llamaría un "chivo expiatorio" para dar una falsa apariencia de justicia. La sentencia fue emitida en el Palacio de Justicia de Caracas.
Jonnathan José Rodríguez Duarte, uno de los tiradores implicados, era escolta del ministro de Interior y Justicia, Miguel Rodríguez Torres. A finales de 2014, Rodríguez Duarte fue condecorado con la Orden Francisco de Miranda en su tercera clase por el Estado venezolano. Carmen Teresa Meléndez Rivas, ministra de Interior y Justicia fue quien aprobó la orden.